# John Steell
John Steell (1804—1891) fue un escultor británico. La mayor parte de su trabajo, por el que alcanzó fama, se encuentra en Edimburgo, de entre las que destaca la dedicada a Walter Scott emplazada en el Scott Monument.
Steell, nacido en Aberdeen, fue uno de los once hijos de John Steell senior, tallista de profesión, y de Margaret Gourlay, hija de William Gourlayun de Dundee, propietario de un astillero. Al principio siguió los pasos de su padre por lo que trabajó en su taller como aprendiz de tallista. Más tarde, como consecuencia del gran talento que había mostrado, aprendió arte en el Edinburgh College of Art, pasando más tarde a estudiando escultura en Roma. A su regreso abrió la primera fundición de Escocia dedicada a la fabricación de esculturas y con su formación logró que se le encargaran numerosos trabajos, especialmente para la ciudad de Edimburgo. Consiguió exhibir sus piezas en la Real Academia Escocesa y en la Royal Academy y en 1876 fue nombrado Caballero, tras de su estatua del Príncipe Consorte por la reina Victoria.
Por otro lado, el hermano de Sir John Steell, Gourlay Steell, fue también un conocido artista que destacó en el campo de la pintura: era el pintor de los animales de la reina Victoria, ocupando el lugar de Edwin H Landseer. Muchas de sus pinturas todavía se mantienen en la colección privada de la reina Isabel II.
John Steel descansa en una tumba sin nombre del cementerio Old Calton de Edimburgo. En el mismo lugar fueron enterrados muchos miembros de las familias Steell y Gourlay, dado que se trata de una sepultura familiar adquirida por John Steell senior.

## Obra

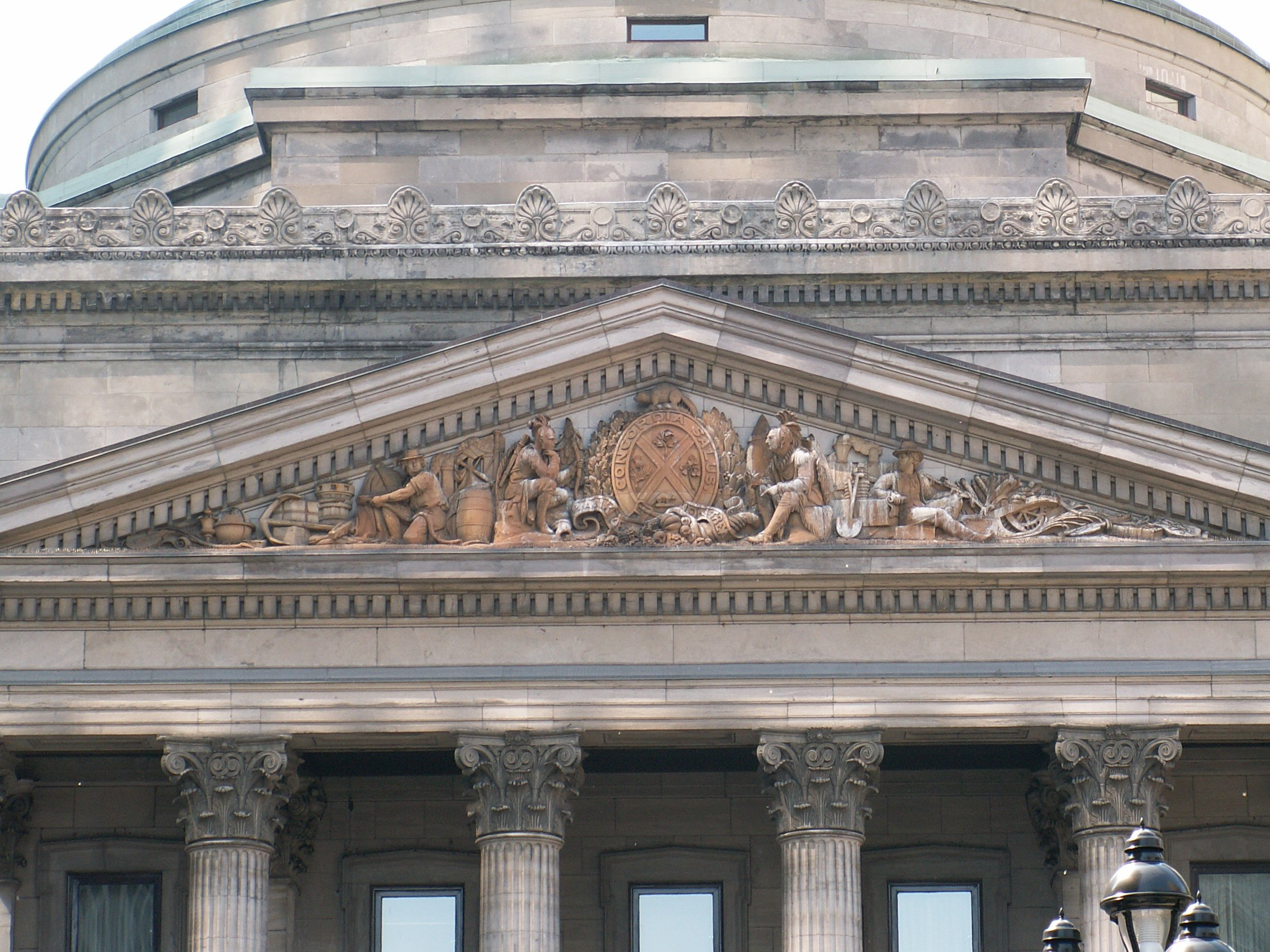
Frontón del Banco de Montreal, Montreal.

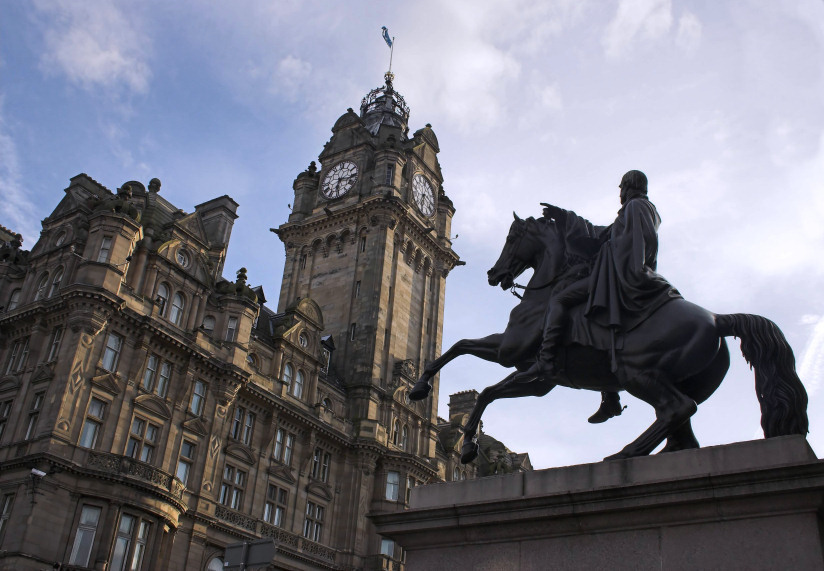
El Duque de hierro en bronce, Edimburgo, con el Balmoral Hotel detrás.

- Frontón del edificio de las oficinas centrales del Banco de Montreal, Montreal (1847).
- Una estatua de mármol blanco de Carrara del novelista Walter Scott, pieza central del Scott Monument de los Princes Street Gardens de Edimburgo.
- Una estatua ecuestre del Duque de Wellington, en el exterior de la Casa de Registros de Edimburgo. Cuando fue descubierta, la prensa la apodó como El Duque de hierro en bronce por Steell (N. de T. Steell se pronuncia como steel, acero en inglés).
- Un busto de bronce de Florence Nightingale, que se exhibe en la londinense National Portrait Gallery.
- Un busto de Thomas de Quincey.
- Una estatua de Alejandro amansando a Bucéfalo, situada en el patio delantero del Ayuntamiento de Edimburgo.
- Una estatua de James Broun-Ramsay en Calcuta.
- Una estatua del artista Allan Ramsay.
- Una estatua en la que aparece sentado el poeta Robert Burns, en el Central Park, Nueva York (1871).
- Una estatua de Walter Scott sentado, en el Central Park, Nueva York (1880).
- Un monumento a los soldados del 93 regimiento de los Sutherland Highlanders que cayeron en la Guerra de Crimea, en la Catedral de Glasgow.
- Una estatua del joven parlamentario George Kinloch en Dundee.
- Una estatua de piedra de la reina Victoria en la Edinburgh's Royal Institution.
- Bustos de Lord Cockburn y Lord Jeffrey.
- Relieves hechos en bronce para unos paneles funerarios de Lord and Lady Rutherfurd.
- Un busto de mármol de Lady Rutherfurd moldeado a partir de su máscara mortuoria.
- Una estatua del príncipe Alberto (el príncipe consorte) en Charlotte Square, Edimburgo.